# Andy Scott (kunstenaar)
Andy Scott (Springburn (Glasgow), 1964), is een Schotse figuratief beeldhouwer uit Maryhill, Glasgow, en is gespecialiseerd in openbare kunst.
Andy Scott is in 1986 afgestudeerd aan de Kunstacademie van Glasgow School in Fijne kunst sculptuur. Zijn beeldende manier van werken combineert traditionele handigheid en vakmanschap met moderne fabricagetechnieken. De Schot werkt met gegalvaniseerd staal, glasvezel en gegoten brons. Veel van zijn werken zijn gericht op het creëren van verhalen en een krachtig gevoel van binnenstedelijke ontwikkelingen. Een aantal van zijn publieke beelden staan in Belfast,Brisbane, Schotland en Spanje.

## Paarden

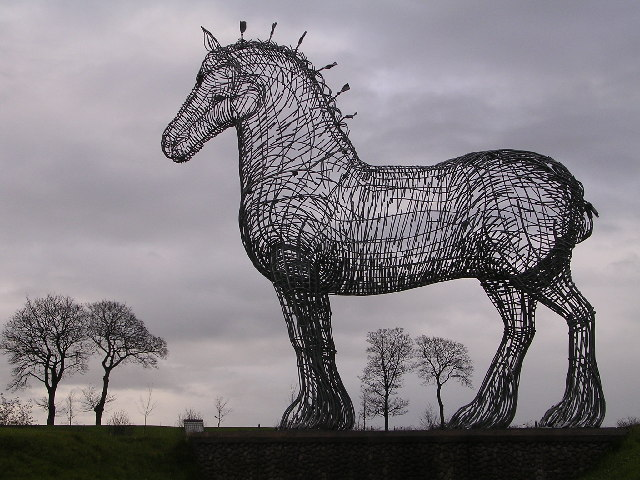
Heavy Horse, Glasgow

Dieren zijn een terugkerend thema in zijn werk. Het zijn vaak enorme paarden van staal. Tot zijn bekendste werken behoort Horse, een 4,5 meter hoog beeld van draadstaal aan de invalsweg van Glasgow. De ingevlochten manen typeren het showpaard. Het paardenras Clydesdale stond hierbij model.
Begin 2014 werden plannen bekend om een draadstalen Fries paard te vervaardigen op de Afsluitdijk bij de toegang naar Friesland in het kader van Leeuwarden als culturele hoofdstad.
Aan het Forth en Clydekanaal in het Schotse Falkirk staan twee enorme paardenhoofden, de grootste paardenbeelden ter wereld. Ze heten de Kelpies en zijn dertig meter hoog. Elk hoofd is bestaat uit 495 losse delen, die met 10.000 verbindingen aan elkaar zijn gesmeed. Het is een verwijzing naar Kelpie, een waterpaard dat in Schotse legenden mensen op zijn rug het water in lokte, waarna ze verdronken. Het is een vormgeving van de eeuwenoude relatie tussen paard en mens. Falkirk was in de achttiende en negentiende eeuw een centrum van de staal- en ijzerindustrie.

## Opmerkelijke werken
- Arria, Cumbernauld, Schotland
- Rise, haven van Glasgow, Schotland
- COB Bexley, Londen
- Arabesque, Queensland, Australië
- Argestes Aqua,Victoria, Australië
- Thanksgiving Beaconplein, Belfast, Noord-Ierland
- De Kelpies, Falkirk, Schotland
- Ibrox, gedenkteken Ramp, Glasgow, Schotland
- Heavy horse, op M8 Edinburgh naar Glasgow snelweg
- Equus Altus en The Briggate Minerva, winkelcentrum Leeds, Engeland

## Galerie

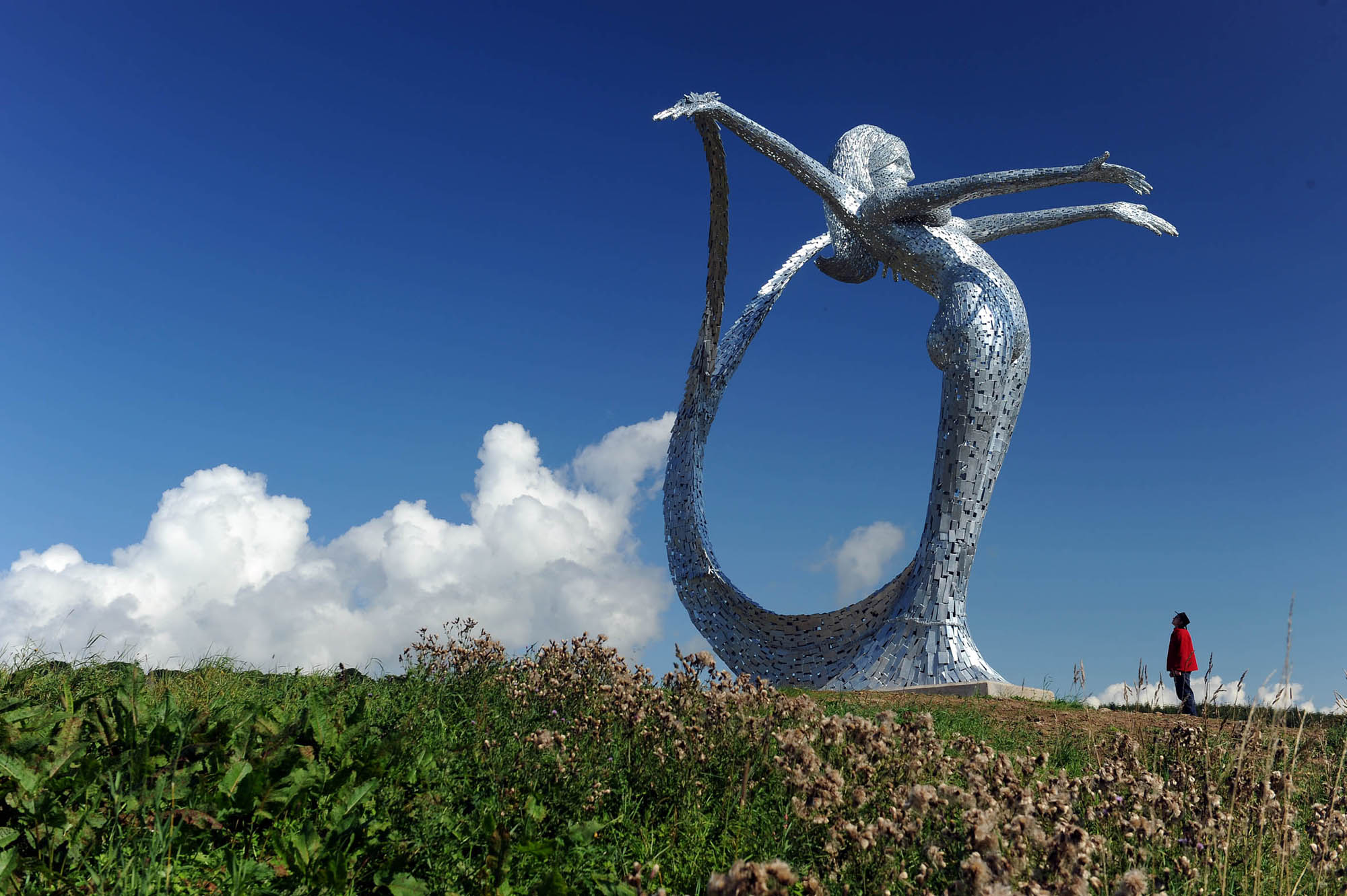
Arria - Cumbernauld, Schotland
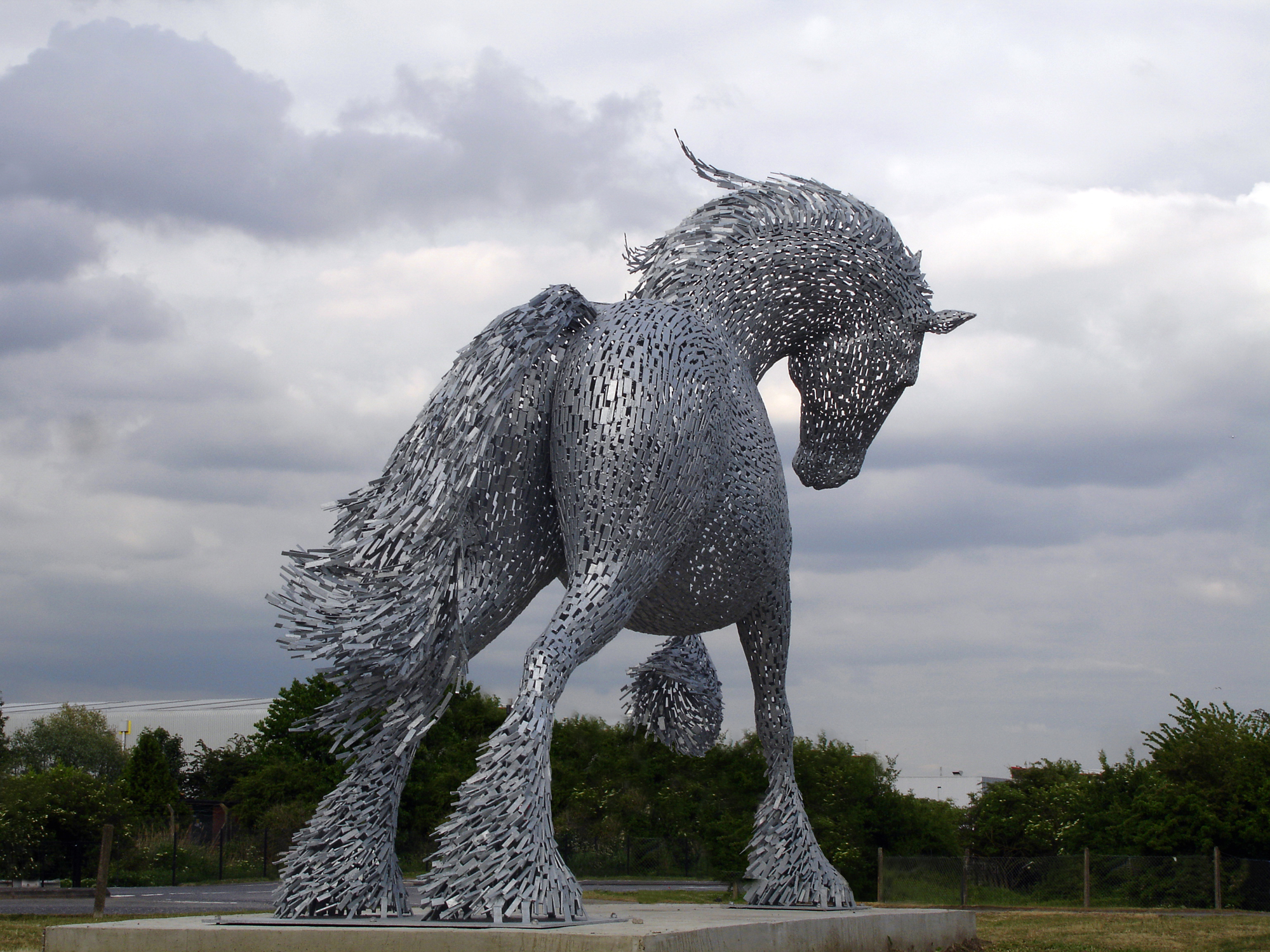
COB - Bexley, Londen
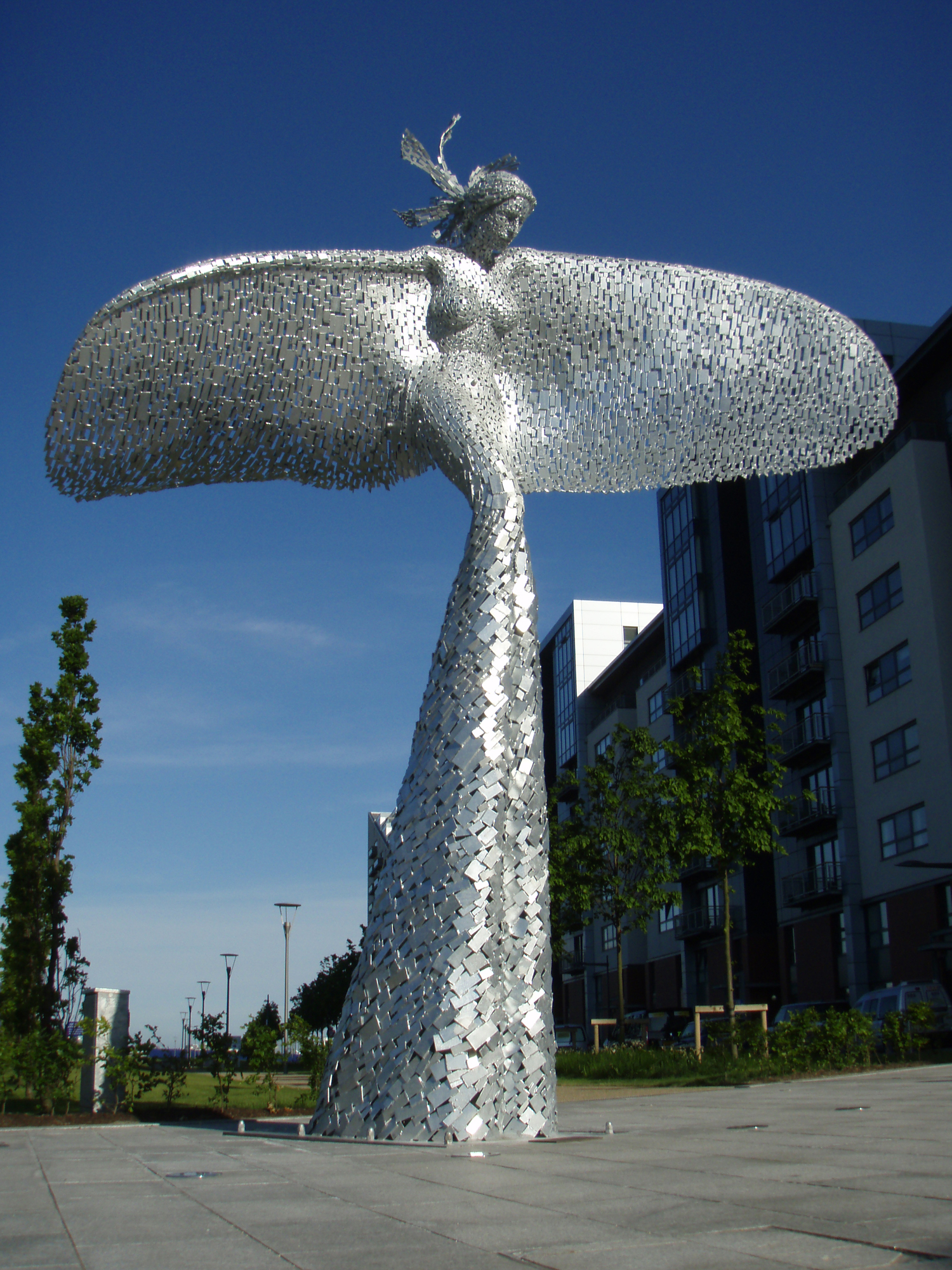
Rise- Haven van Glasgow, Schotland
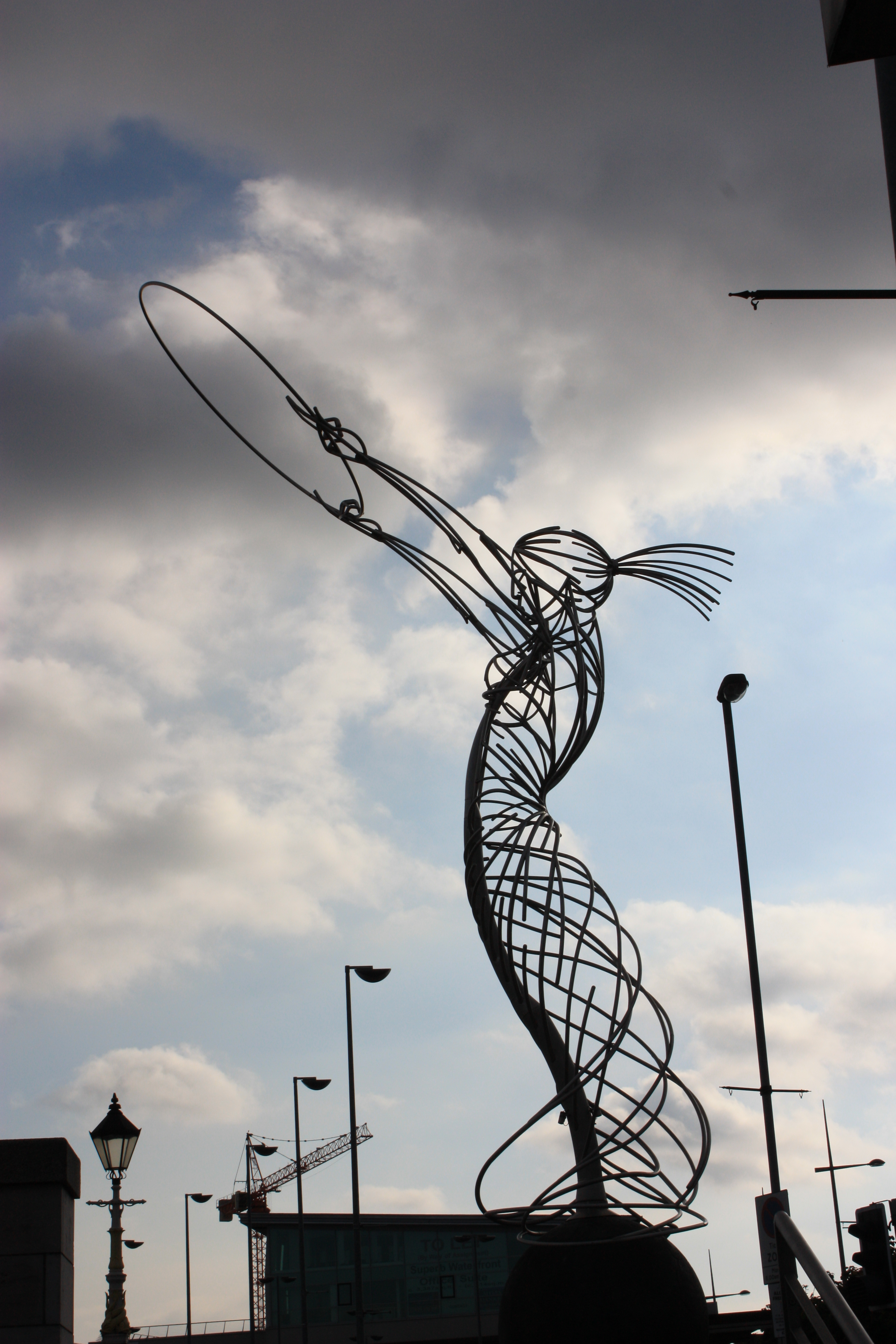
Thanksgiving Square Beacon - Belfast, Noord-Ierland
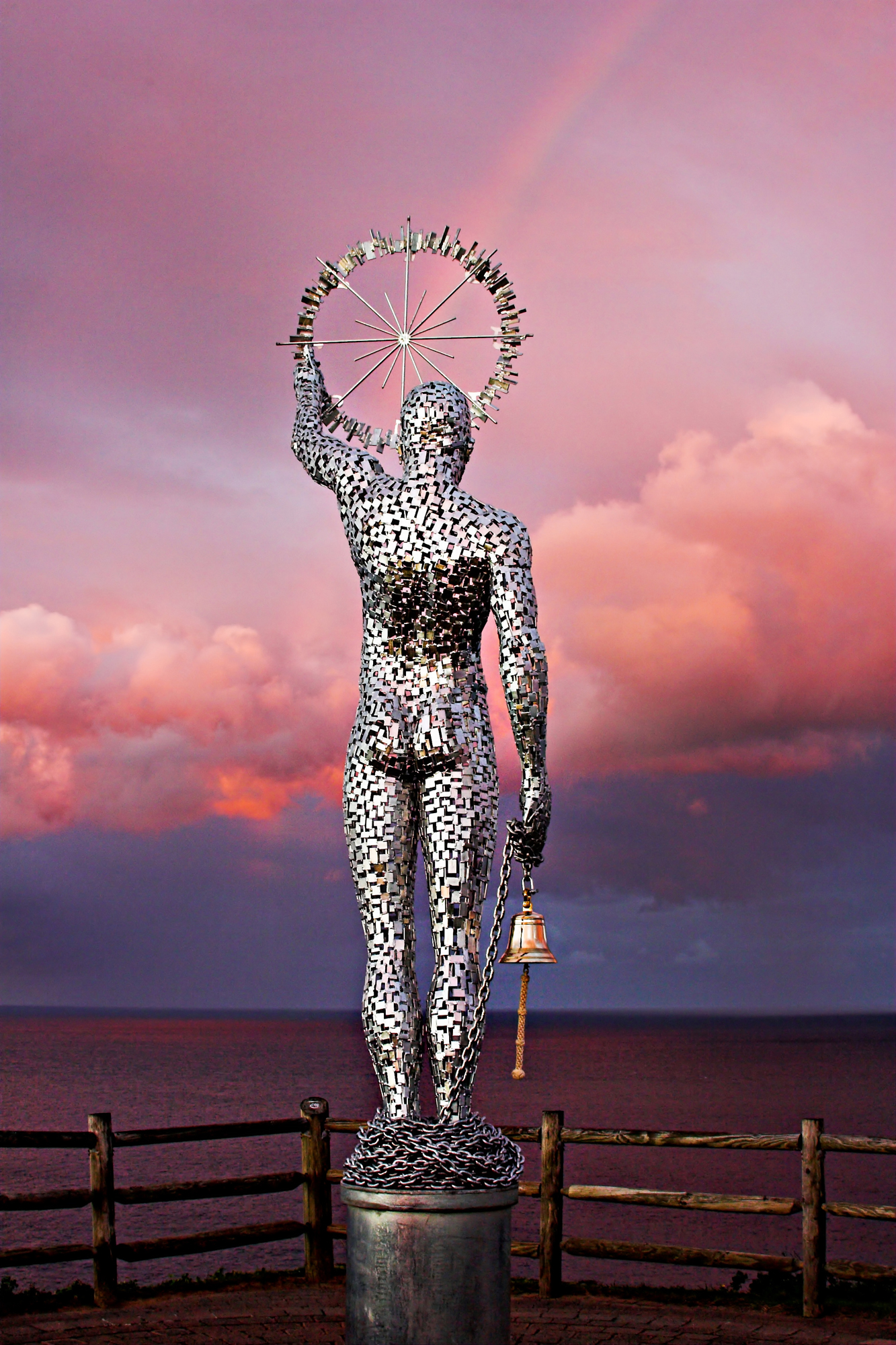
Argestes Aqua - Byron Bay, Australië
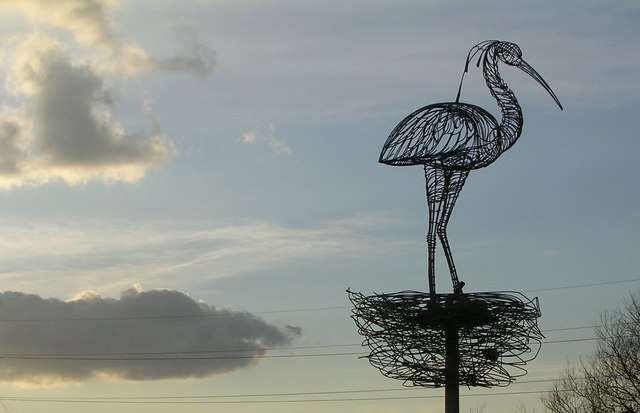
The Carmyle Heron - Glasgow, Schotland
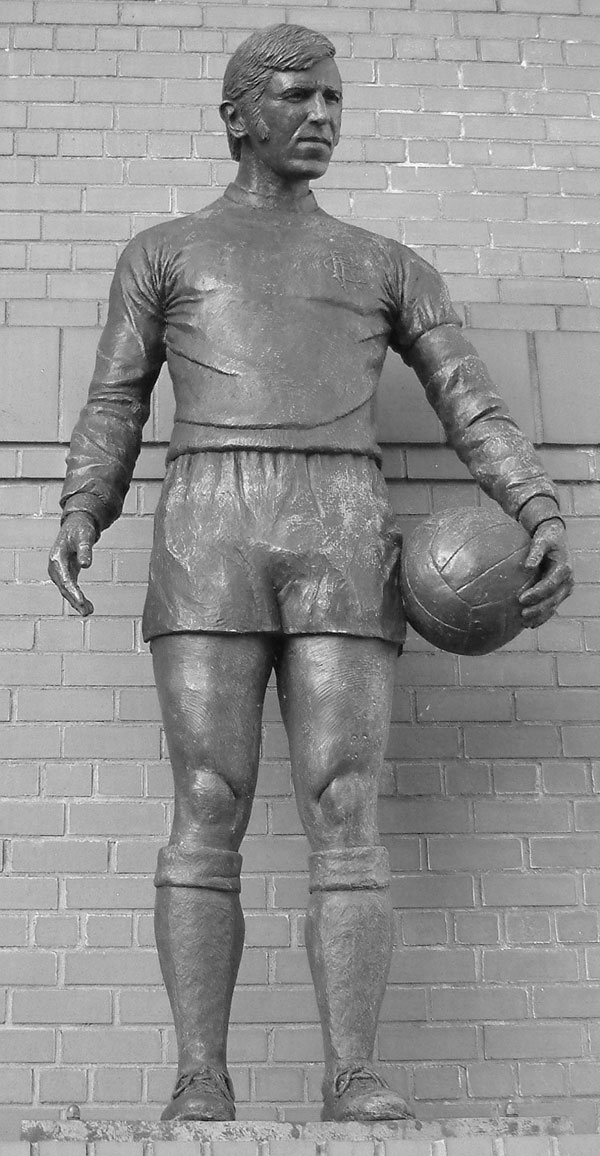
gedenkteken Ibrox-ramp in 1971 - Glasgow, Schotland
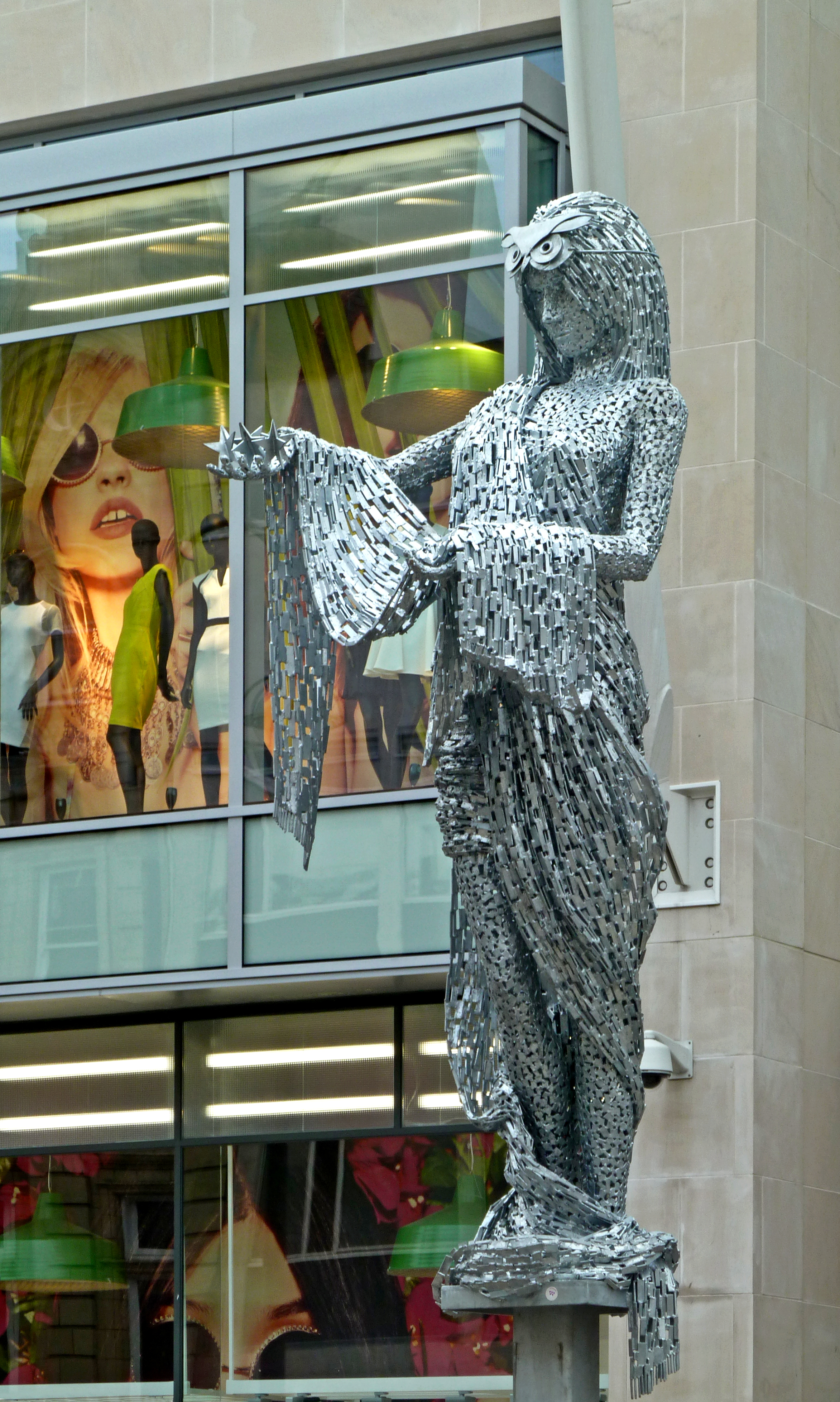
The Briggate Minerva - Briggate, Leeds, England, buiten Trinity Leeds
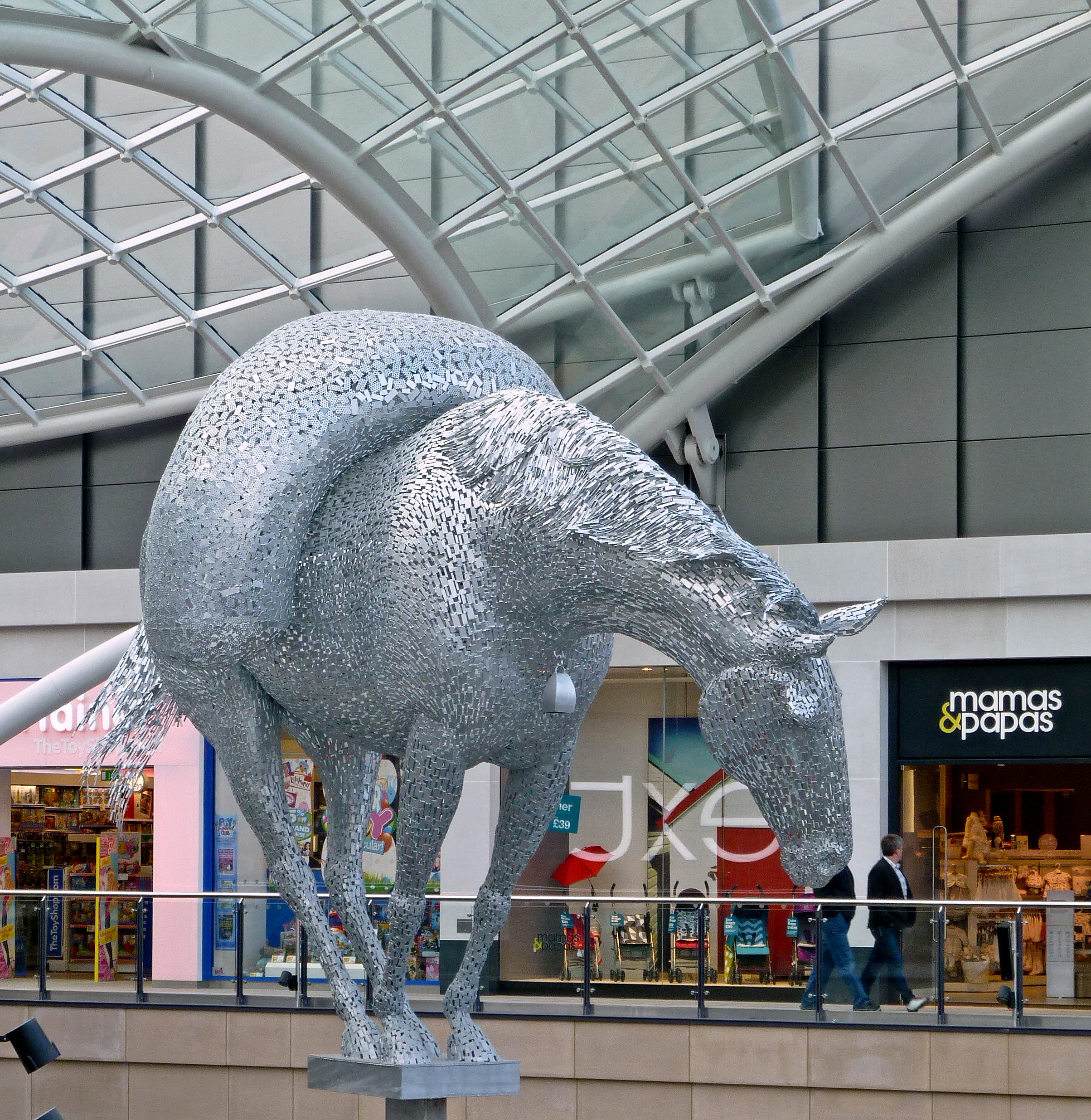
Equus Altus - binnen Trinity Leeds, Leeds, Engeland

- Gemeinsame Normdatei: 1221055151
- International Standard Name Identifier: 0000 0004 4537 8154
- Library of Congress Control Number: no2015006579
- Virtual International Authority File: 313497247
- WorldCat: E39PBJfRymqDVMRQmdxP7r7fv3